# Daichi Fukushima
Daichi Fukushima (japanisch 福島 大地 Fukushima Daichi; * 1. August 1977 in der Präfektur Kanagawa) ist ein ehemaliger japanischer Fußballspieler.

## Karriere
Fukushima erlernte das Fußballspielen in der Jugendmannschaft von Bellmare Hiratsuka und der Universitätsmannschaft der Chūō-Universität. Seinen ersten Vertrag unterschrieb er 2000 bei den Ventforet Kofu. Der Verein spielte in der zweithöchsten Liga des Landes, der J2 League. Für den Verein absolvierte er vier Spiele. Ende 2000 beendete er seine Karriere als Fußballspieler.